# Круче не придумаешь
Круче не придумаешь: мировое турне — британское шоу на Channel 5. Изначальная длина шоу — 30 минут, затем 45 и 60. Повторы идут на канале 5*, Dave (сжато до 30-ти минут) и IPTV версия Channel 5. В Австралии транслируется на канале The Lifestyle Channel. До 2012 года было известно как The Gadget Show.

## Формат
Шоу производит обзоры и тесты различных электронных гаджетов и новых телеканалов. Тематика шоу направлена на то, чтобы показать обычному покупателю своё мнение о мире гаджетов, а также предоставить достаточно информации «чайникам» и «бывалым». В то же время это шоу доступно для простого зрителя. Специализируется на обзорах Blu-Ray дисков, видеокамер, MP3-плееров, интернет-планшетов и прочих гаджетов. Сегмент показывает пользователям, как получить отдачу от той или иной из всех представленных технологий, зачастую в виде конкурса, в которых разыгрывается от ₤5000 до ₤31000. Каждый эпизод включает в себя определённую технологическую конференцию или выставку. К примеру CeBIT и Next Fest.
В 5-м сезоне шоу изменило формат. Шоу проходит как в студии, так и за её пределами. Транслируется на трёх ведущих британских телесетях. Студия занимала часть площади на фабрике заварного крема по улице Гибб в Бирмингеме, Англия, затем переехала в офис Gadget Show, расположенный в North One Studio в Дигибете, Бирмингем.
Остались состязания между Джейсоном и Сьюзи (иногда между Джоном и Ортисом), в которых, как правило, гаджеты тестируются на надёжность и производительность. Другая рубрика, в которой Джон оценивает гаджеты по рейтингу «G» по шкале от 1 до 5. В 7-м сезоне, который стартовал 29 октября 2007 года, программа стала начинаться позже — с 20:00 (раньше с 19:15, на британских телеканалах) и идёт, к тому же, 60 минут вместо 45-ти.
С 8 сезона появился парад «Top 5», где выявляется 5-ка лучших гаджетов в каждой категории. В первых выпусках 11 сезона была рубрика «Стена славы», где Ортис, Сьюзи и Джейсон выбирают их один из двух любимых гаджетов из каждой категории по мере его выпуска, а Джон выбирает лучший из этих двух, и он попадает на стену. Также несколько постоянных тестов — (таких, как «Топ-5» и «Фокус-группа» — тест гаджета с обычными людьми), которые появляются в передаче практически каждый 2-й раз.
Шоу устраивает соревнования (отвечают на многие вопросы через SMS, телефон или почту, разыгрывают 200 призов.
К 2010, программа получила ребрендинг по музейным шрифтам. Это повлекло обновление дизайна и заставки, а также шоу запустило журнал под названием The Gadget Show.
В Августе 2011 было заявлено, что шоу будет идти по пятницам, однако 26 сентября шоу опять показывалось по понедельникам из-за нехватки места для эфира вечером в пятницу.
Несмотря на пропаганду высокого качества и обзор телевизоров, камер и других устройств с поддержкой данной функции шоу все же ещё транслируется в качестве SD (стандартном). На Channel 5 уже показывается в высоком качестве. Ещё не было заявки на постоянное вещание в высоком качестве, но ведущий Джейсон Бредбери сделал предложение в Твиттере и после переговоров с Гендиректором канала очень даже возможно, что шоу полностью в следующем году станет «высококачественным».
В Феврале 2012 (17 сезон) шоу показывается в новом формате. Название изменилось на Круче не придумаешь: Мировое турне. Начался 17 сезон перевоплощенного шоу 23 апреля 2012. Ведущие в новом шоу Джейсон Брэдбери и Полианна Вудвард ездят по миру и испытывают новейшие гаджеты, а также принимают участие в соревнованиях. Приём в шоу зрителей было резко отрицательным, о чём сказано Джоном, Ортисом и Сьюзи на сайте Channel 5.

### Рекорды Гинесса
Установлены во время соревнований. Иногда ведущие специально пытались установить рекорды. И вот какие же рекорды они поставили:
- Самая высокая скорость была достигнута на игрушечной машинке Далласом Кэмпбеллом во время съёмок шоу. Он был неоднократно побит.
- Самая высокая скорость была достигнута на авто с двигателем внутреннего сгорания на радиоуправлении — 137,86 км/ч (85,66 миль/ч). Ей управлял Джейсон Бредбери на площадке шоу в Стратфорде-на-Эйвоне, Великобритания, 29 октября 2008.
- Самая высокая скорость была достигнута на машине с двигателем на водяной тяге — 26,8 км/ч (16.65 миль/ч) Джейсоном Бредбери на аэродроме Уоттишом, Ипсуич, Великобритания 15 марта 2010.
- Самый длинный прыжок с рампы был произведён на радиомашинке HPI Vorza на расстояние 26,18 метров, управляемой Джейсоном Бредбери на площадке шоу в Бирмингеме, Великобритания, 25 марта 2010.
- Самая большая игра в Тетрис была 15 сентября 2010 года в Бирмингеме.
- Самая тяжёлая машина весом в 56,2 тыс. тонн проехала с помощью силы мысли в Стадли, Великобритания, 17 марта 2011.
- Самая высокая скорость была достигнута на реактивных санях — 117,83 миль/ч (186,41 км/ч) Джейсоном Бредбери на месте съёмок 200-го эпизода парке Бентуотерс, Суффолк, Великобритания, 9 августа 2011.

## Кампании
На одной из выставок провели кампанию, чтобы бесплатный доступ к WiFi был по всей стране. Зрителям предлагалось зарегистрироваться на их сайте. Джейсон Бредбери устроил кампанию на Даунинг-стрит, 10, если возникнет необходимость, то в случае отказа его ходатайство отошлют обратно. В нём было более 30000 имён.